# Test de Cooper

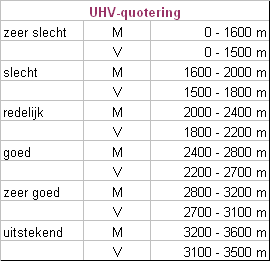
Grille d’évaluation d’un test de Cooper (néerlandais).

Le test de Cooper est un test de terrain consistant à parcourir la plus grande distance possible en 12 minutes.
Il permet d'estimer la forme physique générale de la personne testée (par rapport à son niveau d'entraînement, son âge et son sexe), et, dans un cadre sportif, donne une estimation de sa vitesse maximale aérobie et de sa VO2Max.

## Origine
Kenneth H. Cooper (en) est un ancien médecin militaire de l'armée de l'air américaine. Ce test lui permettait d'évaluer la « forme » des soldats.

## Déroulement
Après un échauffement classique, courir sur une piste d'athlétisme la plus grande distance possible en 12 minutes et à la vitesse la plus régulière possible, sans sprint final : le sujet est censé courir à sa vitesse maximale aérobie (VMA). On note D cette distance.
Une variante est le test du demi-Cooper : on ne court que 6 minutes, dans les mêmes conditions. La distance D est alors le double de la distance parcourue pendant les six minutes. On peut également multiplier la distance parcourue par 10 pour obtenir la VMA. Par exemple, si le sujet a parcouru 1 500 mètres, sa VMA est égale à 1 500 m/h soit 15 km/h. Ce test a l'avantage d'être très précis car il correspond au temps moyen du soutien de la VMA (4 à 8 minutes). Il a toutefois un inconvénient : l'individu ne doit pas partir trop vite pour ne pas tomber en plein dans la filière anaérobie lactique (ce qui le forcerait à abandonner le test par accumulation d'acide lactique au niveau musculaire) et ne doit pas partir trop lentement pour éviter de  fausser les résultats du test.

## Interprétation

### Forme physique générale
Une étude statistique[réf. nécessaire] réalisée sur 800 000 sujets permet de fournir un indice de forme physique[Quoi ?]. Il dépend du sexe et de l'âge du sujet. Plusieurs tables existent, mais les résultats couramment admis sont les suivants, avec une marge d'erreur de 50 mètres :
| Age   | M/F | Très bon | Bon           | Moyen         | Mauvais       | Très mauvais |
| ----- | --- | -------- | ------------- | ------------- | ------------- | ------------ |
| 13-14 | M   | ≥ 2700 m | 2400 - 2699 m | 2200 - 2399 m | 2100 - 2199 m | < 2100 m     |
| 13-14 | F   | ≥ 2000 m | 1900 - 1999 m | 1600 - 1899 m | 1500 - 1599 m | < 1500 m     |
| 15-16 | M   | ≥ 2800 m | 2500 - 2799 m | 2300 - 2499 m | 2200 - 2299 m | < 2200 m     |
| 15-16 | F   | ≥ 2100 m | 2000 - 2099 m | 1700 - 1999 m | 1600 - 1699 m | < 1600 m     |
| 17-19 | M   | ≥ 3000 m | 2700 - 2999 m | 2500 - 2699 m | 2300 - 2499 m | < 2300 m     |
| 17-19 | F   | ≥ 2300 m | 2100 - 2299 m | 1800 - 2099 m | 1700 - 1799 m | < 1700 m     |
| 20-29 | M   | ≥ 2800 m | 2400 - 2799 m | 2200 - 2399 m | 1600 - 2199 m | < 1600 m     |
| 20-29 | F   | ≥ 2700 m | 2200 - 2699 m | 1800 - 2199 m | 1500 - 1799 m | < 1500 m     |
| 30-39 | M   | ≥ 2700 m | 2300 - 2699 m | 1900 - 2299 m | 1500 - 1899 m | < 1500 m     |
| 30-39 | F   | ≥ 2500 m | 2000 - 2499 m | 1700 - 1999 m | 1400 - 1699 m | < 1400 m     |
| 40-49 | M   | ≥ 2500 m | 2100 - 2499 m | 1700 - 2099 m | 1400 - 1699 m | < 1400 m     |
| 40-49 | F   | ≥ 2300 m | 1900 - 2299 m | 1500 - 1899 m | 1200 - 1499 m | < 1200 m     |
| 50+   | M   | ≥ 2400 m | 2000 - 2399 m | 1600 - 1999 m | 1300 - 1599 m | < 1300 m     |
| 50+   | F   | ≥ 2200 m | 1700 - 2199 m | 1400 - 1699 m | 1100 - 1399 m | < 1100 m     |

| M/F | Très bon | Bon           | Moyen         | Mauvais       | Très mauvais |
| --- | -------- | ------------- | ------------- | ------------- | ------------ |
| M   | ≥ 3700 m | 3400 - 3699 m | 3100 - 3399 m | 2800 - 3099 m | < 2800 m     |
| F   | ≥ 3000 m | 2700 - 2999 m | 2400 - 2699 m | 2100 - 2399 m | < 2100 m     |

### Vitesse maximale aérobie
La vitesse maximale aérobie, mesurée en km/h, est cinq fois la distance D en kilomètre. 

### VO2Max
Ce test donne une approximation de la VO2Max, grâce à une des formules suivantes, selon l'entraînement du coureur (capacité à convertir l'oxygène consommé en vitesse), D en kilomètres et VO2Max en ml min−1 kg−1 :
- VO2Max = 22,351 × D - 11,288
- VO2Max = 22 × D - 10,39
- VO2Max = 20,2 × D - 5,41
- VO2Max = 11 × D + 21,9

## Limites du test
Cette méthode n'est pas très précise pour mesurer la vitesse maximale aérobie (VMA) ou la VO2max, notamment parce qu'il est difficile de maintenir une vitesse constante sur douze minutes. 
En effet, la VMA ne peut être soutenue que sur une durée de 2 à 8 min,. Il a été démontré qu'il est humainement impossible de courir à VO2Max durant plus de 10 minutes[réf. souhaitée]. Le sujet est donc amené à courir à une vitesse inférieure, ou à compenser en puisant dans le métabolisme anaérobie (et on risque de mesurer la capacité maximale anaérobie), mais dans les deux cas il est difficile de savoir dans quelles proportions.

## Variantes
Pour évaluer la condition de groupes assez homogènes, des variantes plus pratiques consistent simplement à mesurer la durée mise par chacun pour parcourir une distance de demi-fond et en déduire la vitesse moyenne, supposée constante. La distance dépend alors de l'objectif moyen pour le groupe, par exemple 2 400 m.
Le test du demi-Cooper est également plus pratique car il ne prend que six minutes, et comme cette durée est un peu moindre que celle pendant laquelle la VMA peut être soutenue et qu'il est plus facile de garder une vitesse à peu près constante sur cette durée plus brève, certains le jugent moins imprécis que le test de cooper.